# 布西库尔
布西库尔（法語：Boussicourt，法語發音：[busikuʁ]）是法国上法蘭西大區索姆省的一个市镇，属于蒙迪迪耶区。

## 地理
布西库尔（49°42'13"N, 2°34'34"E）面积3.32 平方千米，位于法国上法蘭西大區索姆省，该省份为法国北部沿海省份，北起加来海峡省和北部省，西接滨海塞纳省和大西洋英吉利海峡，南至瓦兹省，东临埃纳省。
与布西库尔接壤的市镇（或旧市镇、城区）包括：达沃内斯库尔、菲尼耶尔、格拉蒂比、三河镇。
布西库尔的时区为UTC+01:00、UTC+02:00（夏令时）。

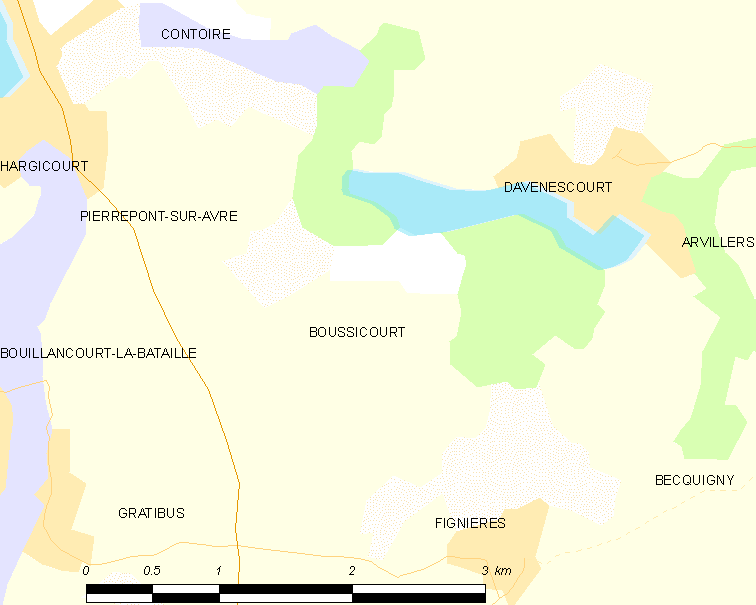
布西库尔的OSM定位图

## 行政
布西库尔的邮政编码为80500，INSEE市镇编码为80125。

## 政治
布西库尔所属的省级选区为鲁瓦县。

## 人口

1962-2008年间布西库尔人口变化图示

布西库尔于2022年1月1日时的人口数量为82人。